# Basilique collégiale Santa Maria dell'Elemosina
La basilique collégiale Santa Maria dell'Elemosina est la principale église de la ville de Biancavilla en Sicile.
L'église a reçu le titre de basilique papale mineure en 1970 (avec la bulle Sanctissimam matrem Cristi du pape Paul VI). Depuis 1959, elle est également un lieu de pèlerinage diocésain.

## Histoire
La construction de l'église a commencé selon toute probabilité à la fin du XVe siècle, peu de temps après la fondation de la ville en 1488. Nous ne savons pas quelles étaient la forme et le type de l'église, à l'origine dédiée à sainte Catherine d'Alexandrie, mais il est raisonnable de penser qu'il s'agissait d'un bâtiment avec une croix grecque et une abside orientée vers l'est, selon la tradition byzantine. Il est donc très probable que l'actuelle chapelle San Placido faisait partie intégrante de l'ancienne église et le transept (ou une partie de celui-ci) existait déjà avant le XVIIe siècle.

## LeXVIIesiècle
Le bâtiment a été élargi au cours du XVIIe siècle avec l'ajout de trois nefs, puis étendu avec trois autres travées au XVIIIe siècle. L'église a ainsi atteint sa taille actuelle. Durant cette même période, le plafond en bois a été remplacé par une voûte en berceau. Le tout, cependant, ne s'est pas terminéavant la fin du XIXe siècle avec la construction de la tour monumentale, conçue par l'architecte Carlo Sada, haute de 46 m, la plus élevée de la province de Catane. La coupole, construite et peinte dans la première moitié du XIXe siècle est tombée en ruine seulement trois mois après l'inauguration (peut-être dû à des défauts graves dans la construction) et dès lors ne fut jamais reconstruite.

## Description
L'intérieur imposant de la basilique possède un plan en croix latine avec trois nefs, richement ornées de stucs dorés, séparées par de grands piliers, les lustres en verre de Murano ont été offerts comme ex-voto  à la Vierge dell'Elemosina au milieu du XIXe siècle. La nef a été complétée par le chœur dans l'abside, séparé du transept par une balustrade en marbre. Les sièges en bois sont placés dans le chœur depuis 1740, ils sont ornés de bas-relief. Derrière l'autel se trouve un grand tuyau d'orgue "Serassi", construit en 1863 par G. Puglisi.

## Source
- (it) Cet article est partiellement ou en totalité issu de l’article de Wikipédia en italien intitulé « Chiesa di Santa Maria dell'Elemosina » (voir la liste des auteurs).